# Eschborn–Frankfurt

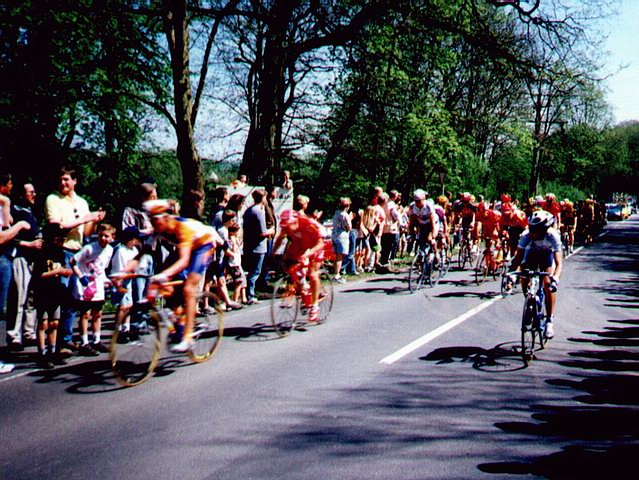
Rund um den Henninger-Turm 2001

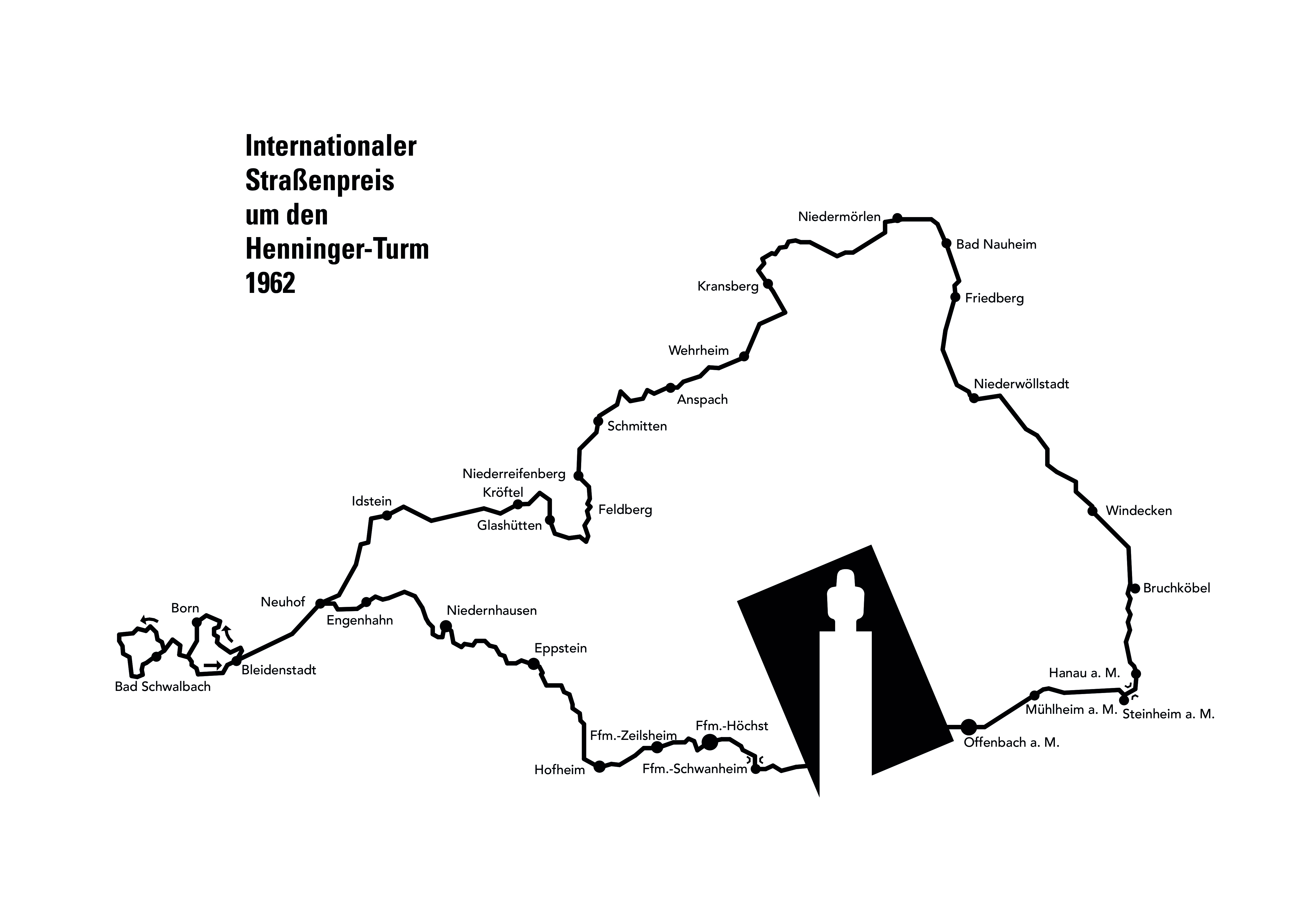
Streckenverlauf Internationaler Straßenpreis um den Henninger-Turm 1962

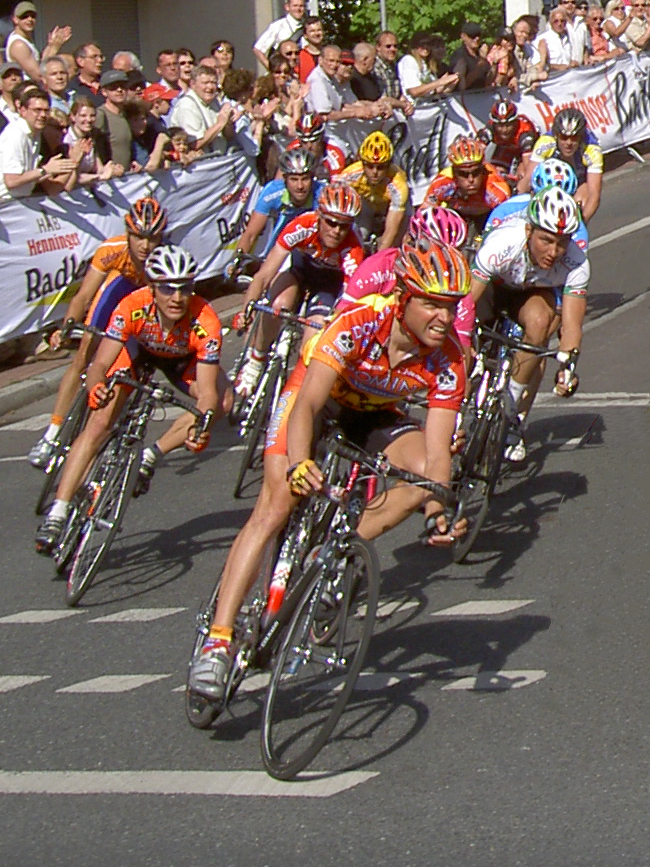
Finale 2005

Eschborn–Frankfurt ist ein Straßenradrennen, das 1962 erstmals unter dem Namen Rund um den Henninger-Turm ausgetragen wurde.
Es zählt neben den Cyclassics in Hamburg und Rund um Köln zu den wichtigsten deutschen Eintagesrennen. Seit dem Jahr 1968 findet die Veranstaltung jeweils am 1. Mai statt. Neben dem Eliterennen, welches im Rahmen der UCI WorldTour ausgetragen wird, und einem U23-Rennen werden unter anderem auch Rennen in verschiedenen Nachwuchsklassen (U11, U13, U15, U17) sowie die ADAC Velotour (bis 2024 Škoda Velotour), ein Jedermann-Rennen mit etwa 8.000 Teilnehmern, und eine Vielzahl von weiteren Side-Events veranstaltet.

## Geschichte
Das Rennen wurde zunächst unter dem Namen Rund um den Henninger-Turm von der Henninger-Brauerei und der Gesellschaft zur Förderung des Radsports (1961 von den Brüdern Hermann und Erwin Moos gegründet) ausgerichtet. Start und Ziel befanden sich zunächst am Hainer Weg im Frankfurter Stadtteil Sachsenhausen in der Nähe des Henninger-Turms.
Bis zum Jahre 1996 und der damaligen Umgestaltung der Sportmannschaften durch die UCI fand parallel zum Profirennen noch ein Amateurrennen statt. Seither wurde ein U23-Rennen ausgerichtet. Beim Rennen 1966 wurde erstmals die Zielfototechnik eingesetzt, die von mehreren ausländischen Teams eingefordert worden war. Häufig fanden auch Frauenrennen, Rennen der Jugendklassen sowie Tandemrennen mit Blinden statt.
Nachdem die Binding-Brauerei Henninger übernommen hatte, wurden Start und Ziel im Jahr 2002 vor die Tore der Binding-Brauerei in der Darmstädter Landstraße verlegt, welche ebenfalls in Sachsenhausen liegt. Das Rennen endete an beiden Zielorten jeweils nach einer mehrmals zu durchfahrenden Zielrunde von ca. 5 km um den Henninger-Turm.
Nach dem Tod der beiden Brüder (Erwin Moos verstarb im Herbst 2002, Hermann Moos im November 2004) führte der Sohn von Hermann Moos, Bernd Moos-Achenbach, die Geschäfte der Gesellschaft zur Förderung des Radsports im Sinne seines Vaters und seines Onkels weiter.
Nach dem Rückzug des bisherigen Hauptsponsors fand das Rennen 2009 unter dem Namen Eschborn-Frankfurt City Loop statt. Startpunkt war in Eschborn, das Ziel lag in der Frankfurter Siedlung Riedberg. Die Streckenführung durch den Taunus blieb bestehen.
Im Dezember 2009 wurde das Rennen erneut umbenannt in Rund um den Finanzplatz Eschborn–Frankfurt. Das Rennen führt seitdem von Eschborn zur Alten Oper nach Frankfurt, wo auf einem gut vier Kilometer langen Rundkurs Zielrunden ausgefahren werden.
2015 sagte die Polizei das Rennen aus Sicherheitsgründen ab, nachdem ein unter Polizeibeobachtung stehendes salafistisches Ehepaar beim Ausspähen der Rennstrecke beobachtet worden war. Bei der folgenden Wohnungsdurchsuchung wurden Waffen und Sprengstoff von der Polizei sichergestellt.
Zur Saison 2017 wurde das Rennen unter dem Namen Eschborn–Frankfurt «Rund um den Finanzplatz» beginnend mit der Saison 2017 in den Kalender der UCI WorldTour aufgenommen. Im Januar 2017 wurde die das Rennen veranstaltende Gesellschaft zur Förderung des Radsports durch den Tour-de-France-Veranstalter Amaury Sport Organisation (ASO) übernommen. Im Vorfeld der Austragung 2018 wurde das Rennen in Eschborn-Frankfurt umbenannt.
Das für den 1. Mai 2020 geplante Rennen wurde wegen der COVID-19-Pandemie in Deutschland abgesagt. Die Veranstalter prüften mit zuständigen Behörden und dem Radsport-Weltverband UCI die Möglichkeit einer Verlegung auf einen späteren Termin im September oder Oktober des Jahres. Im Juni 2020 wurde die Austragung endgültig abgesagt, da eine Austragung nicht sichergestellt sei. Für 2021 wurde das Rennen auf den 19. September verlegt.
Der Rekordsieger des Rennens ist der Norweger Alexander Kristoff (2014, 2016, 2017 und 2018) mit vier Erfolgen.
Im Jahr 2023 fand erneut eine Streckenänderung statt. Mit einer Rückkehr zur 200-km-Distanz und einer doppelten Befahrung des Feldbergs wurde das Streckenprofil verschärft.
2023 wurde auch das U23-Rennen wieder eingeführt, welches seit 2020 aufgrund der Corona-Pandemie ausfallen musste.

## Palmarès

### Profis / Elite
| Jahr                                             | Sieger                   | Zweiter             | Dritter                     |          |
| ------------------------------------------------ | ------------------------ | ------------------- | --------------------------- | -------- |
| Rund um den Henninger-Turm                       |                          |                     |                             |          |
| 1962                                             | Armand Desmet            | Huub Zilverberg     | Rik Van Looy                |          |
| 1963                                             | Hennes Junkermann        | Willi Altig         | Jean Stablinski             |          |
| 1964                                             | Clément Roman            | François Mahé       | Yvo Molenaers               |          |
| 1965                                             | Jean Stablinski          | Frans Verbeeck      | Georges Van Coningsloo      |          |
| 1966                                             | Barry Hoban              | Walter Godefroot    | Willy Planckaert            |          |
| 1967                                             | Daniel Van Ryckeghem     | Willy Planckaert    | Georges Van Coningsloo      |          |
| 1968                                             | Eddy Beugels             | Valère Van Sweevelt | Herman Van Springel         |          |
| 1969                                             | Georges Pintens          | Michele Dancelli    | Herman Van Springel         |          |
| 1970                                             | Rudi Altig               | Joop Zoetemelk      | Ottavio Crepaldi            |          |
| 1971                                             | Eddy Merckx              | Jos Deschoenmaecker | Lucien Aimar                |          |
| 1972                                             | Gilbert Bellone          | Eddy Merckx         | Noël Van Tyghem             |          |
| 1973                                             | Georges Pintens          | Jürgen Tschan       | Freddy Maertens             |          |
| 1974                                             | Walter Godefroot         | Eddy Merckx         | Frans Verbeeck              |          |
| 1975                                             | Roy Schuiten             | Frans Verbeeck      | Walter Godefroot            |          |
| 1976                                             | Freddy Maertens          | Frans Verbeeck      | Roger De Vlaeminck          |          |
| 1977                                             | Gerrie Knetemann         | Dietrich Thurau     | Frans Verbeeck              |          |
| 1978                                             | Gregor Braun             | Rudy Pevenage       | Hennie Kuiper               |          |
| 1979                                             | Daniel Willems           | Henk Lubberding     | Gregor Braun                |          |
| 1980                                             | Gianbattista Baronchelli | Francesco Moser     | Alfons De Wolf              |          |
| 1981                                             | Jos Jacobs               | Dietrich Thurau     | Daniel Willems              |          |
| 1982                                             | Ludo Peeters             | Jostein Wilmann     | Sean Kelly                  |          |
| 1983                                             | Ludo Peeters             | Leo van Vliet       | Luc Colijn                  |          |
| 1984                                             | Phil Anderson            | Eric Vanderaerden   | Sean Kelly                  |          |
| 1985                                             | Phil Anderson            | Johan Lammerts      | Rolf Gölz                   |          |
| 1986                                             | Jean-Marie Wampers       | Steve Bauer         | Michael Wilson              |          |
| 1987                                             | Dag Otto Lauritzen       | Peter Stevenhaagen  | Henk Lubberding             |          |
| 1988                                             | Michel Dernies           | Rolf Sørensen       | Giovanni Mantovani          |          |
| 1989                                             | Jean-Marie Wampers       | Martial Gayant      | Claudio Chiappucci          |          |
| 1990                                             | Thomas Wegmüller         | Jan Wijnants        | Peter Winnen                |          |
| 1991                                             | Johan Bruyneel           | Johan Museeuw       | Martin Earley               |          |
| 1992                                             | Frank Van Den Abeele     | Claudio Chiappucci  | Frans Maassen               |          |
| 1993                                             | Rolf Sørensen            | Maximilian Sciandri | Eddy Bouwmans               |          |
| 1994                                             | Olaf Ludwig              | Andreas Kappes      | Emmanuel Magnien            |          |
| 1995                                             | Francesco Frattini       | Jens Heppner        | Massimo Podenzana           |          |
| 1996                                             | Beat Zberg               | Jens Heppner        | Rolf Sørensen               |          |
| 1997                                             | Michele Bartoli          | Bjarne Riis         | Mauro Gianetti              |          |
| 1998                                             | Fabio Baldato            | Nicolai Bo Larsen   | Stefano Garzelli            |          |
| 1999                                             | Erik Zabel               | Léon van Bon        | Alberto Ongarato            |          |
| 2000                                             | Kai Hundertmarck         | Matteo Tosatto      | Jens Heppner                |          |
| 2001                                             | Markus Zberg             | Davide Rebellin     | Kurt Van De Wouwer          |          |
| 2002                                             | Erik Zabel               | Jo Planckaert       | Sergei Walerjewitsch Iwanow |          |
| 2003                                             | Davide Rebellin          | Erik Zabel          | Igor Astarloa               |          |
| 2004                                             | Karsten Kroon            | Danilo Hondo        | Johan Coenen                |          |
| 2005                                             | Erik Zabel               | Alejandro Borrajo   | Markus Zberg                |          |
| 2006                                             | Stefano Garzelli         | Gerald Ciolek       | Danilo Hondo                |          |
| 2007                                             | Patrik Sinkewitz         | Kurt Asle Arvesen   | Dario Cataldo               |          |
| Eschborn-Frankfurt City Loop                     |                          |                     |                             |          |
| 2008                                             | Karsten Kroon            | Davide Rebellin     | Mauricio Ardila             |          |
| Rund um den Finanzplatz Eschborn-Frankfurt       |                          |                     |                             |          |
| 2009                                             | Fabian Wegmann           | Karsten Kroon       | Christian Knees             |          |
| 2010                                             | Fabian Wegmann           | Geert Verheyen      | Bert Scheirlinckx           |          |
| 2011                                             | John Degenkolb           | Jérôme Baugnies     | Michael Matthews            |          |
| 2012                                             | Moreno Moser             | Dominik Nerz        | Sergei Firsanow             |          |
| 2013                                             | Simon Špilak             | Moreno Moser        | André Greipel               |          |
| 2014                                             | Alexander Kristoff       | John Degenkolb      | Jérôme Baugnies             |          |
| 2015: Abgesagt wegen islamistischer Terrorgefahr |                          |                     |                             |          |
| 2016                                             | Alexander Kristoff       | Maximiliano Richeze | Sam Bennett                 |          |
| 2017                                             | Alexander Kristoff       | Rick Zabel          | John Degenkolb              |          |
| Eschborn-Frankfurt                               |                          |                     |                             |          |
| 2018                                             | Alexander Kristoff       | Michael Matthews    | Oliver Naesen               |          |
| 2019                                             | Pascal Ackermann         | John Degenkolb      | Alexander Kristoff          |          |
| 2020                                             | abgesagt                 | abgesagt            | abgesagt                    | abgesagt |
| 2021                                             | Jasper Philipsen         | John Degenkolb      | Alexander Kristoff          |          |
| 2022                                             | Sam Bennett              | Fernando Gaviria    | Alexander Kristoff          |          |
| 2023                                             | Søren Kragh Andersen     | Patrick Konrad      | Alessandro Fedeli           |          |
| 2024                                             | Maxim Van Gils           | Alex Aranburu       | Riley Sheehan               |          |
| 2025                                             | Michael Matthews         | Magnus Cort Nielsen | Jon Barrenetxea             |          |

### U23
| Jahr                                       | Sieger            | Zweiter           | Dritter               |          |
| ------------------------------------------ | ----------------- | ----------------- | --------------------- | -------- |
| Rund um den Henninger-Turm                 |                   |                   |                       |          |
| 1998                                       | Raphael Schweda   | Stefan Rütimann   | Marcel Strauss        |          |
| 1999                                       | Stephan Schreck   | Jochen Summer     | Markus Wilfurth       |          |
| 2000                                       | Torsten Hiekmann  | Dirk Reichl       | Thomas Bruun Eriksen  |          |
| 2001                                       | David Kopp        | Dirk Reichl       | Christian Pfannberger |          |
| 2002                                       | Bernhard Kohl     | Stefan Rucker     | Steffen Lockan        |          |
| 2003                                       | Denis Titschenko  | Markus Fothen     | Brian Vandborg        |          |
| 2004                                       | Marc de Maar      | Thomas Dekker     | Bastiaan Giling       |          |
| 2005–2007 keine Austragung                 |                   |                   |                       |          |
| 2008                                       | Stefan Denifl     | Christoph Sokoll  | Jean Mitja Schlüter   |          |
| Eschborn-Frankfurt City Loop               |                   |                   |                       |          |
| 2009                                       | Jack Bobridge     | Daniel Schorn     | Matthias Brändle      |          |
| Rund um den Finanzplatz Eschborn-Frankfurt |                   |                   |                       |          |
| 2010                                       | Tino Thömel       | Wesley Kreder     | Loïc Aubert           |          |
| 2011                                       | Patrick Bercz     | Florian Scheit    | Maurits Lammertink    |          |
| 2012                                       | Sven Erik Bystrøm | Michael Valgren   | Maurits Lammertink    |          |
| 2013                                       | Lasse Norman Leth | Michael Valgren   | Maximilian Werda      |          |
| 2014                                       | Mads Pedersen     | Nils Politt       | Sven Erik Bystrøm     |          |
| 2015 keine Austragung                      |                   |                   |                       |          |
| 2016                                       | Konrad Geßner     | Benjamin Declercq | Christophe Noppe      |          |
| 2017                                       | Fabio Jakobsen    | Casper Pedersen   | Patrick Müller        |          |
| Eschborn-Frankfurt                         |                   |                   |                       |          |
| 2018                                       | Niklas Larsen     | Jonas Rutsch      | Marten Kooistra       |          |
| 2019                                       | Frederik Madsen   | Kaden Groves      | Jake Stewart          |          |
| 2020                                       | abgesagt          | abgesagt          | abgesagt              | abgesagt |
| 2021                                       | abgesagt          | abgesagt          | abgesagt              | abgesagt |
| 2022                                       | abgesagt          | abgesagt          | abgesagt              | abgesagt |
| 2023                                       | Joshua Gudnitz    | Gustav Wang       | Aklilu Arefayne       |          |
| 2024                                       | Wessel Mouris     | Peter Øxenberg    | Alexander Arnt Hansen |          |
| 2025                                       | Conrad Haugsted   | Mads Landbo       | Tomos Pattinson       |          |

## Trivia
1964 wurde von den Veranstaltern bei der Union Cycliste International (UCI) eigens eine Lizenz für ein Radsportteam beantragt, das nur am 1. Mai bestand. Man wollte den Luxemburger Charly Gaul für das Rennen verpflichten und ihm eine Mannschaft zur Verfügung stellen. In dem Team waren drei deutsche Fahrer sowie einige Niederländer und Belgier aus verschiedenen Mannschaften vertreten. Das Engagement von Gaul scheiterte an dessen finanziellen Forderungen.

## Jedermannrennen
Parallel zu den Rennen der Profis findet die ADAC Velotour, ein Jedermannrennen, statt. Von 2006 bis 2012 wurde es über vier Distanzen ausgetragen: 102 Kilometer bergig durch den Taunus und die Frankfurter Innenstadt; 74 Kilometer flach unter Umgehung der Steigungen des Taunus, aber durch Frankfurt; 63 Kilometer bergig, durch den Taunus, aber ohne die Schleife durch Frankfurt; 35 Kilometer flach ohne die Steigungen des Taunus und nicht durch Frankfurt. Nach Angaben des Veranstalters haben daran im Jahr 2007 mehr als 3500 Radfahrer teilgenommen. Start und Ziel war 2006 und 2007 das Main-Taunus-Zentrum in Sulzbach westlich von Frankfurt. 2012 wurde die Velotour mit Ausgangspunkt Eschborn über 42, 70 und 103 Kilometer durchgeführt. 2024 gab es 8000 Startplätze, 2025 dann 10000, die alle bereits mehrere Wochen vor dem Renntag ausgebucht waren.
Seit 2023 wird die ADAC Velotour über drei Strecken ausgetragen: 103 km, 92 km und 40 km.

## Rhein-Main Skate-Challenge

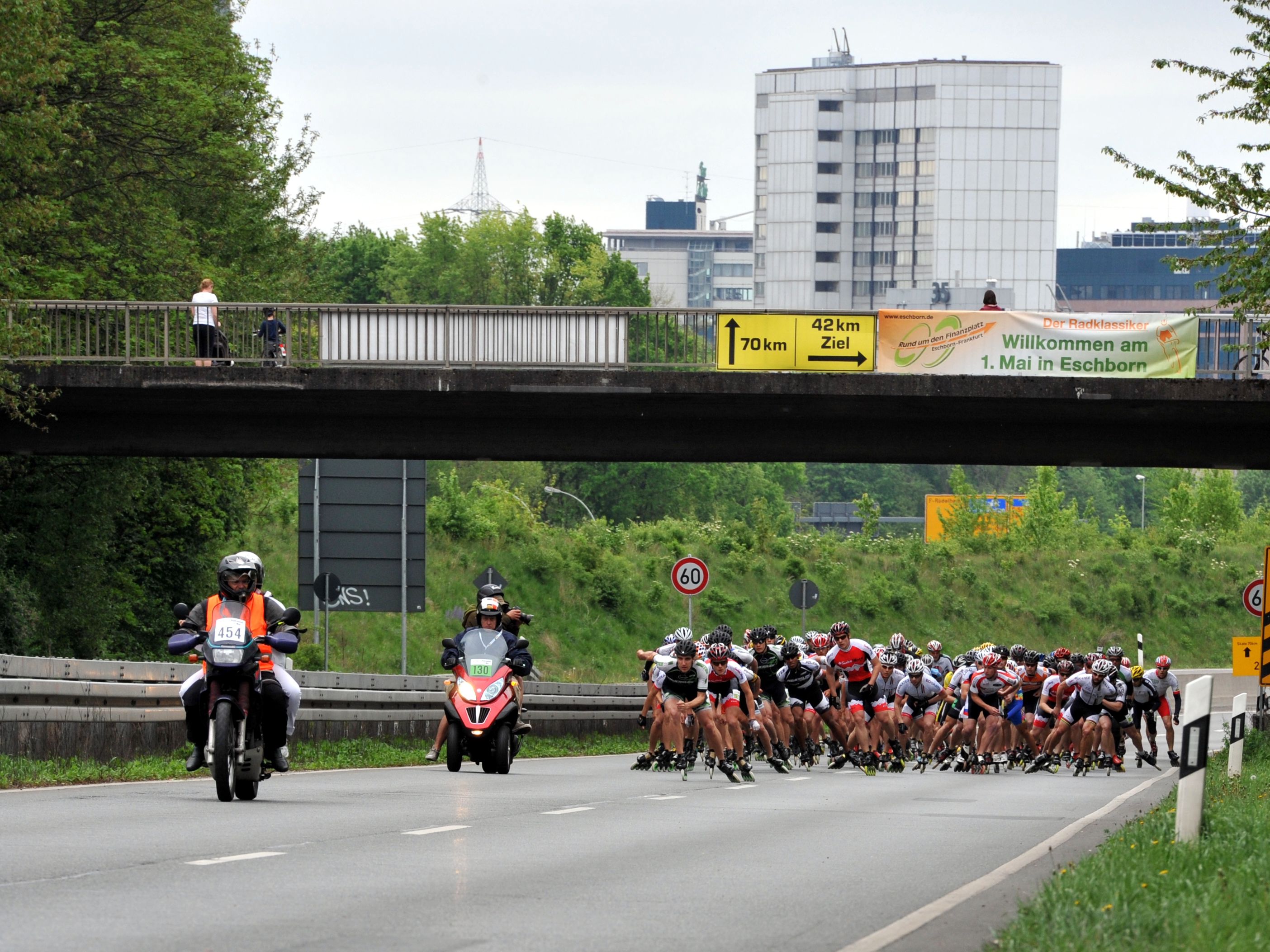
Rhein-Main Skate-Challenge 2012

Auf der Strecke der Velotour fand von 2007 bis 2019 auch ein Inlineskating-Wettbewerb über die Marathondistanz, sowie über 70 km statt.
2007 wurde das Rennen erstmals ausgetragen. Start und Ziel befanden sich im Main-Taunus-Zentrum in Sulzbach. Das 74 km Rennen verlief durch den Taunus und die Frankfurter Innenstadt, sowie das 35 km Rennen nur durch den Taunus.
2009 wurde der Start und Ziel des Rennens nach Eschborn verlegt. Es wurde nur noch ein Wettbewerb über 42 km ausgetragen, der auch als Wertungslauf der German Blade Challenge gewertet wurde. Das Rennen verlief durch die Frankfurter Innenstadt und den Vordertaunus.
2010 wurde wieder ein zusätzliches Rennen über 70 km ausgetragen, das in zwei Schleifen durch die Frankfurter Innenstadt und den Vordertaunus verlief.
Seit 2011 wird das 42 km Rennen als Wertungslauf des German-Inline-Cup gewertet.
2012 wurde erstmals ein drittes Rennen über 21 km ausgetragen. Der Start befand sich an der Alten Oper in Frankfurt und das Ziel in Eschborn. Die Absage des Radrennens betraf 2015 auch die Rhein-Main Skate Challenge.
Siegerliste
| 42 km | 42 km             | 42 km    | 42 km              | 42 km    | 42 km |
| Jahr  | Siegerin          | Zeit     | Sieger             | Zeit     |       |
| ----- | ----------------- | -------- | ------------------ | -------- | ----- |
| 2014  | Katja Ulbrich -2- | 01:21:04 | Gary Hekman        | 01:10:08 |       |
| 2013  | Katja Ulbrich     | 01:16:56 | Victor Wilking     | 01:05:45 |       |
| 2012  | Sabine Berg -2-   | 01:15:56 | Severin Widmer     | 01:04:16 |       |
| 2011  | Sabine Berg       | 01:18:38 | Felix Rijhnen      | 01:05:56 |       |
| 2010  | Sabrina Rossow    | 01:27:49 | Daniel Hönigl      | 01:28:25 |       |
| 2009  | Katharina Rumpus  | 01:22:34 | Alexander Bastidas | 01:06:22 |       |

| 35 km | 35 km             | 35 km    | 35 km             | 35 km    | 35 km |
| Jahr  | Siegerin          | Zeit     | Sieger            | Zeit     |       |
| ----- | ----------------- | -------- | ----------------- | -------- | ----- |
| 2008  | Linda Schwickardi | 01:10:44 | Pascal Ramali -2- | 00:58:48 |       |
| 2007  | Susi Eigler       | 01:06:09 | Pascal Ramali     | 00:55:35 |       |